# Monticellite
La monticellite (simbolo IMA: Mtc) è un minerale piuttosto raro del gruppo dell'olivina; appartiene alla famiglia dei "silicati" e possiede composizione chimica CaMg(SiO4).

## Etimologia e storia
La monticellite è stata chiamata in questo modo nel 1831 da Henry James Brooke in onore di Teodoro Monticelli (1759-1845).
Il campione tipo del minerale è conservato presso l'Istituto di Mineralogia dell'università degli Studi di Napoli Federico II con il numero di catalogo 22111.

## Classificazione
La classica nona edizione della sistematica dei minerali di Strunz, aggiornata dall'Associazione Mineralogica Internazionale (IMA) fino al 2009, elenca la monticellite nella classe "9. Silicati (germanati) e da lì nella sottoclasse "9.A Nesosilicati"; questa viene più finemente suddivisa in base alla dimensione dei cationi coinvolti e alla struttura del minerale, in modo tale che la monticellite possa essere trovata nella sezione "9.AC Nesosilicati senza anioni aggiuntivi; cationi in coordinazione ottaedrica [6]" dove è l'unico membro del sistema nº 9.AC.10.
Tale classificazione rimane invariata anche nell'edizione successiva, proseguita dal database "mindat.org" e chiamata Classificazione Strunz-mindat.
Nella Sistematica dei lapis (Lapis-Systematik) di Stefan Weiß la monticellite è elencata nella classe dei "silicati" e nella sottoclasse dei "nesosilicati con gruppi [SiO4]4-"; qui è nella sezione dei minerali con "cationi in coordinazione ottaedrica [6]" dove forma il sistema nº VIII/A.05 insieme a kirschsteinite e glaucocroite.
Anche la classificazione dei minerali secondo Dana, usata principalmente nel mondo anglosassone, elenca la monticellite nella famiglia dei "silicati"; qui si trova nella classe dei "nesosilicati" e nella sottoclasse dei "nesosilicati: gruppi SiO4 con tutti i cationi solo in coordinazione ottaedrica [6]" dove forma la "serie della monticellite-kirschsteinite" con il numero di sistema 51.03.02 insieme a kirschsteinite e glaucocroite.

## Abito cristallino
La monticellite cristallizza nel sistema ortorombico nel gruppo spaziale Pbnm con i parametri di cella a = 4,815 Å, b = 11,08 Å e c = 6,37 Å, oltre ad avere 4 unità di formula per cella unitaria.

## Chimica
Nella composizione ideale della monticellite (CaMg(SiO4)), il minerale è costituito da una parte di calcio (Ca), magnesio (Mg) e silicio (Si) e quattro parti di ossigeno (O). Ciò corrisponde a una frazione di massa (percentuale in peso) del 25,61% in peso di calcio, del 15,53% in peso di magnesio, del 17,95% in peso di silicio e del 40,90% in peso di ossigeno oppure, quando sotto forma di ossidi, del 35,84 in peso di ossido di calcio (CaO), 25,76% in peso di ossido di magnesio (MgO) e 38,40% in peso di silice (SiO2).
Nel caso delle monticelliti di formazione naturale, questi valori possono variare leggermente a seconda delle condizioni di formazione; inoltre, la monticellite forma una serie cristallina mista con la kirschsteinite, motivo per cui una piccola parte del magnesio può essere sostituita dal ferro. Ad esempio, l'analisi di campioni di monticellite provenienti dalle cave di Crestmore (Jurupa Valley) nella contea di Riverside (California), ha prodotto una composizione in peso del 35,20% di ossido di calcio, 22,78% di ossido di magnesio e 37,46 di silice, oltre a ulteriori impurità del 3,98% di ossido ferroso (FeO) e dello 0,52% di monossido di manganese. Inoltre, è stata rilevata una piccola percentuale di ritenzione idrica dello 0,15% in peso.

## Origine e giacitura
Gli ambienti di formazione della monticellite sono vari: si può formare durante il metamorfismo di dolomie silicee, in depositi metamorfici di contatto tra calcari e gabbri olivinici oppure in skarn al contatto tra granito e calcari dolomitici; la formazione del minerale può anche raramente avvenire all'interno delle kimberliti. La paragenesi è con åkermanite, apatite, calcite, cuspidina, gehlenite, merwinite, spinello e vesuvianite.
La monticellite è stata trovata in diversi siti sparsi per il mondo, ma in scarse quantità e in piccole formazioni, quindi è un minerale raro. Qui si ricorda solo la sua località tipo, il monte Somma, situato nella città metropolitana di Napoli (Italia).

## Forma in cui si presenta in natura
La monticellite si presenta in cristalli prismatici ben formati aventi dimensioni fino a 5 cm; anche in aggregati massicci e granulari.
Il minerale è da trasparente a traslucido con lucentezza tra il vitreo e il resinoso. Il colore è grigio o verdastro, ma può essere anche incolore, mentre il colore del suo striscio sulla mattonella di prova è sempre bianco.

## Proprietà
La monticellite sotto la luce ultravioletta a onde lunghe assume colore rosa, mentre alla luce UV a onde corte assume color arancio.